# Dobreni, Neamț
Dobreni este satul de reședință al comunei cu același nume din județul Neamț, Moldova, România.
 Acest articol despre o localitate din județul Neamț este deocamdată un ciot. Puteți ajuta Wikipedia prin completarea lui.

Comuna Dobreni este localizată din punct de vedere geografic în zona centrală a județului Neamț. Este situată la limita vestică a dealurilor Moldovei.
Teritoriul comunei este mărginit la est pe o porțiune mică de cursul mijlociu al râului Cracău și prezintă limitele geografice:
 Nord: comuna Negrești
 Sud: comuna Girov
 Est: comuna Bodești
 Vest: comuna Gârcina
Poziția geografică a comunei Dobreni este: 46°59′22 latitudine nordică și 26°24′12 longitudine estică.
Teritoriul comuna Dobreni este străbătută de o rețea importantă de căi rutiere:
 DN 15C – drum asfaltat ce asigură legătura Piatra Neamţ – Târgu Neamţ
 DJ 156 – drum asfaltat care face legătura între Roznov – Girov – Dobreni – Horaiţă
 DC 147 – facilitează comunicarea rutieră cu Porumbei
 DC 45 – drum pietruit, asigură legătura cu satul Cășăria
 DC 40 – drum pietruit, asigură legătura cu satul Sărata.
Prin comuna Dobreni se realizează și tranzitul rutier între Piatra Neamţ şi Suceava. Distanța dintre comuna Dobreni și municipiul Piatra Neamț este de aproximativ 15 km, iar între comuna Dobreni și orașul Târgu Neamț este de 30 km
Dobreni – sat, centru de comună, atestat documentar pentru prima oară la data de 11 iulie 1428 într-un document prin care Alexandru cel Bun a dăruit Mănăstirii Bistrița 50 de biserici, una dintre ele situându-se în satul Dobreni. Satul Dobreni este menționat și într-un document din 12 aprilie 1436 – „Ispisoc de la Ilie Voievod şi al măriei sale frate Ştefan Voievod” – prin care se atestă faptul că a fost dăruit unei slugi pe nume Baico pentru credință și faptele sale drepte. Se presupune că denumirea satului provine de la numele Dobre, ce a aparținut unui cioban. În acest sat se află Școala gimnazială și Biserica „Adormirea Maicii Domnului” (datând din anul 1830).
Cășăria – sat component al comunei Dobreni, nu este atestat documentar. Se presupune că ar avea aceeași vechime cu satul Mășcătești, aflat până în secolul al XVIII-lea în apropierea lui, datând din 18 mai 1622. Denumirea satului ar proveni de la o persoană renumită în zonă pentru prepararea cașului și a cașcavalului, Cozma Matasariu (zis și Cășerul). Pe teritoriul acestui sat se află un monument istoric de arhitectură, Biserica de lemn „Sfinții Voievozi Mihail și Gavril” (1832).
Sărata – sat component, în acesta se află Biserica de lemn „Sfântul Dumitru” ce datează din anul 1752. Conform informațiilor din „Monografia comunei Dobreni”(1913), scrisă de V.V. Darie, satul Sărata ar fi apărut în jurul anului 1712. Printre primii locuitori ai satului se numără: Ioan Pavel, Grigoraș Mocanu, Mihălăchenii, familia preotului Luca. Satul se află la o distanță de 5,8 km de Piatra Neamț și la o distanță de 3 km. față de satul Dobreni, fiind înconjurat de trei dealuri: Balaur, Grimeica, Bănilu.
Sărata este numit și satul „slatinelor“, datorită izvoarelor de apă sărată ce împânzesc satul. Acesta se situează astăzi, conform unei legende locale, pe locul în care au existat odinioară păduri bătrâne și mari, aflate în proprietatea unui boier care stăpânea și Moșia Sărățica. Acesta, neavând urmași, a donat moșiile Sărata și Sărățica, precum și biserica care se afla pe teritoriul stăpânit, Mănăstirii Pângărați. În anul 1834, moșia Sărata este expropriată și dată în folosință locuitorilor.
Comuna Dobreni a fost înființată în anul 1880. Inițial, comuna era compusă din mai multe sate, unele dintre ele au dispărut de-a lungul timpului: Mășcătești (de la care a mai rămas doar biserica), Livezi, Prohal, Țigănimea. În urma reformei administrative din anul 1968, comuna cuprindea satele: Dobreni, Cășăria, Sărata, Poiana, Negrești. Din anul 2005 satele Negrești și Poiana s-au desprins de comuna Dobreni, formând comuna Negrești.
 Vegetație și faună. Flora şi fauna comunei Dobreni sunt caracteristice zonei deluroase, fiind diversificate, nu prezintă elemente de specificitate. În zonele de deal se găsesc păduri de stejar, comuna făcând parte, din punct de vedere silvic, din zona forestieră subzona stejarului. În zona de luncă condițiile sunt prielnice pentru arborii cu esenţe moi: arinul, salcia, răchita, plopul.
În ceea ce privește vegetația ierboasă naturală, reprezentante sunt: firuța, iarba vântului, lucernă, trifoi.
Comuna Dobreni prezintă potențial turistic prin plantația de mesteacăn realizată în perioada 1930-1940, denumită Rezervația Naturală Dobreni și cunoscută sub denumirea de „Pădurea de Argint”.